# Anton Erl
Anton Erl (* 13. Jänner 1846 in Wien; † 27. September 1927 in Breslau) war ein deutscher Opernsänger.

## Leben und Wirken
Er war der Sohn des k.k. Hofopernsängers Josef Erl aus Wien und wurde von diesem für die Bühne ausgebildet. 1869 trat er als lyrischer Tenor und Buffo erstmals in die Öffentlichkeit. Dies war in Dresden. Nach Aufenthalt als Hofopernsänger in Braunschweig wurde er 1875 wieder nach Dresden berufen, wo er zahlreiche Hauptrollen erhielt und zum Kammersänger ernannt wurde. 1912 trat er von der Bühne ab, starb 1927 in Breslau. Seine Urne fand im Urnenhain Dresden-Tolkewitz ihren Platz.